# Ghana en la Copa Mundial de Fútbol de 2022
La selección de Ghana fue uno de los treinta y dos equipos participantes en la Copa Mundial de Fútbol de 2022, torneo que se llevó a cabo del 20 de noviembre al 18 de diciembre en Catar.
Fue la cuarta participación de Ghana, formó parte del Grupo H, junto a Portugal, Uruguay y Corea del Sur.

## Clasificación
La selección de Ghana inició su camino al mundial desde la segunda ronda de la clasificación africana. Debido a la pandemia de covid-19 en 2020 no se disputó ningún partido, se reanudó en septiembre de 2021 con los seis encuentros correspondientes a la segunda fase.

### Tabla de posiciones

#### Segunda ronda
| Selección | Pts. | PJ | PG | PE | PP | GF | GC | Dif |
| --------- | ---- | -- | -- | -- | -- | -- | -- | --- |
| Ghana     | 13   | 6  | 4  | 1  | 1  | 7  | 3  | 4   |
| Sudáfrica | 13   | 6  | 4  | 1  | 1  | 6  | 2  | 4   |
| Etiopía   | 5    | 6  | 1  | 2  | 3  | 4  | 7  | –3  |
| Zimbabue  | 2    | 6  | 0  | 2  | 4  | 2  | 7  | –5  |

|  | Clasificado a la tercera ronda. |

### Partidos
| Fecha                   | Lugar         | Jornada                 | Local     | Resultado | Visitante |
| ----------------------- | ------------- | ----------------------- | --------- | --------- | --------- |
| 3 de septiembre de 2021 | Cape Coast    | Segunda ronda - Fecha 1 | Ghana     | 1:0 (1:0) | Etiopía   |
| 6 de septiembre de 2021 | Johannesburgo | Segunda ronda - Fecha 2 | Sudáfrica | 1:0 (0:0) | Ghana     |
| 9 de octubre de 2021    | Cape Coast    | Segunda ronda - Fecha 3 | Ghana     | 3:1 (1:0) | Zimbabue  |
| 12 de octubre de 2021   | Harare        | Segunda ronda - Fecha 4 | Zimbabue  | 0:1 (0:1) | Ghana     |
| 11 de noviembre de 2021 | Johannesburgo | Segunda ronda - Fecha 5 | Etiopía   | 1:1 (0:1) | Ghana     |
| 14 de noviembre de 2021 | Cape Coast    | Segunda ronda - Fecha 6 | Ghana     | 1:0 (1:0) | Sudáfrica |
| 25 de marzo de 2022     | Kumasi        | Tercera ronda - Ida     | Ghana     | 0:0       | Nigeria   |
| 29 de marzo de 2022     | Abuya         | Tercera ronda - Vuelta  | Nigeria   | 1:1 (1:1) | Ghana     |

## Preparación

### Amistosos previos
| 5 de enero de 2022 | Argelia                                      | 3:0 (1:0) | Ghana | Estadio Ciudad de la Educación, Rayán |                               |
| 19:00 (UTC+3)      | - Ounas 8' - Mensah 74' (a.g.) - Slimani 79' | Reporte   |       | Asistencia: 1045 espectadores         | Asistencia: 1045 espectadores |

| 10 de junio de 2022 | Japón                                              | 4:1 (2:1) | Ghana       | Estadio Noevir Kobe, Kōbe                            |                                                      |
| 15:15 (UTC+9)       | - Yamane 29' - Mitoma 45+1' - Kubo 73' - Maeda 82' | Reporte   | J. Ayew 44' | Asistencia: 25 100 espectadores Árbitro(s): Kurt Ams | Asistencia: 25 100 espectadores Árbitro(s): Kurt Ams |

| 14 de junio de 2022 | Chile                                    | 0:0 (1:3 p.)               | Ghana                        | Estadio Panasonic, Suita                                   |                                                            |
| 15:15 (UTC+9)       |                                          | Reporte                    |                              | Asistencia: 6185 espectadores Árbitro(s): Hiroshi Kasahara | Asistencia: 6185 espectadores Árbitro(s): Hiroshi Kasahara |
|                     |                                          | Tiros desde el punto penal |                              |                                                            |                                                            |
|                     | - Fernández - Alarcón - Brereton - Medel |                            | - J. Ayew - Kudus - Issahaku |                                                            |                                                            |

| 23 de agosto de 2022 | Catar                        | 2:1 (2:0) | Ghana            | Wiener Neustadt Arena, Wiener Neustadt |                               |
| 18:30 (UTC+2)        | - Alaaeldin 11' - Kheder 24' | Reporte   | Ró-Ró 70' (a.g.) | Árbitro(s): Julian Weinberger          | Árbitro(s): Julian Weinberger |

| 23 de septiembre de 2022 | Brasil                                 | 3:0 (3:0) | Ghana | Stade Océane, El Havre    |                           |
| 20:30 (UTC+2)            | - Marquinhos 9' - Richarlison 28', 40' | Reporte   |       | Árbitro(s): Mikael Lesage | Árbitro(s): Mikael Lesage |

| 27 de septiembre de 2022 | Nicaragua | 0:1 (0:1) | Ghana        | Estadio Francisco Artés Carrasco, Lorca |                       |
| 20:00 (UTC+2)            |           | Reporte   | Issahaku 35' | Árbitro(s): Dario Bel                   | Árbitro(s): Dario Bel |

| 17 de noviembre de 2022 | Ghana                      | 2:0 (0:0) | Suiza | Estadio Al-Nahyan, Abu Dabi                                 |                                                             |
| 14:00 (UTC+4)           | - Salisu 70' - Semenyo 74' | Reporte   |       | Asistencia: 650 espectadores Árbitro(s): Ahmed Issa Darwish | Asistencia: 650 espectadores Árbitro(s): Ahmed Issa Darwish |

### Partidos oficiales
| 1 de junio de 2022 | Ghana                                     | 3:0 (0:0) | Madagascar | Cape Coast Sports Stadium, Cape Coast |                             |
| 19:00 (UTC±0)      | - Kudus 53' - Afena-Gyan 56' - Bukari 86' | Reporte   |            | Árbitro(s): Mahamadou Kéïta           | Árbitro(s): Mahamadou Kéïta |

| 5 de junio de 2022 | República Centroafricana | 1:1 (1:1) | Ghana     | Estadio 11 de Noviembre, Luanda, Angola |                          |
| 14:00 (UTC+1)      | Namnganda 41'            | Reporte   | Kudus 17' | Árbitro(s): Pierre Atcho                | Árbitro(s): Pierre Atcho |

| 24 de julio de 2022 | Ghana                                   | 3:0 (1:0) | Benín | Cape Coast Sports Stadium, Cape Coast |  |
|                     | - Barnie 25' - Alhassan 49' - Awako 80' | Reporte   |       |                                       |  |

| 30 de julio de 2022 | Benín | 0:1 (0:0) | Ghana       | Stade de l'Amitié, Cotonú |  |
|                     |       | Reporte   | Afriyie 81' |                           |  |

| 28 de agosto de 2022 | Ghana                     | 2:0 (0:0) | Nigeria | Cape Coast Sports Stadium, Cape Coast |  |
|                      | - Afriyie 49' - Suraj 86' | Reporte   |         |                                       |  |

| 3 de septiembre de 2022 | Nigeria                            | 2:0 (0:0) (4:5 p.) | Ghana | Estadio Nacional, Abuya |  |
|                         | - Rabiu 76' - Akuneto 90+4' (pen.) | Reporte            |       |                         |  |

## Plantel

### Lista de convocados
Entrenador:  Otto Addo
La lista final fue anunciada el 14 de noviembre de 2022.
| No. | Pos. | Jugador               | Fecha de nacimiento (edad)         | Apa. | Goles | Club                         |
| --- | ---- | --------------------- | ---------------------------------- | ---- | ----- | ---------------------------- |
| 1   | POR  | Lawrence Ati-Zigi     | 29 de noviembre de 1996 (25 años)  | 11   | 0     | F. C. St. Gallen 1879        |
| 2   | DEF  | Tariq Lamptey         | 30 de septiembre de 2000 (22 años) | 2    | 0     | Brighton & Hove Albion F. C. |
| 3   | DEF  | Denis Odoi            | 27 de mayo de 1988 (34 años)       | 4    | 0     | Club Brujas                  |
| 4   | DEF  | Mohammed Salisu       | 17 de abril de 1999 (23 años)      | 3    | 1     | Southampton F. C.            |
| 5   | MED  | Thomas Partey         | 13 de junio de 1993 (29 años)      | 40   | 14    | Arsenal F. C.                |
| 6   | MED  | Elisha Owusu          | 7 de noviembre de 1997 (25 años)   | 3    | 0     | K. A. A. Gante               |
| 7   | DEL  | Abdul Fatawu Issahaku | 8 de marzo de 2004 (18 años)       | 11   | 0     | Sporting de Lisboa           |
| 8   | MED  | Daniel-Kofi Kyereh    | 8 de marzo de 1996 (26 años)       | 13   | 0     | S. C. Friburgo               |
| 9   | DEL  | Jordan Ayew           | 11 de septiembre de 1991 (31 años) | 83   | 20    | Crystal Palace F. C.         |
| 10  | MED  | André Ayew            | 17 de diciembre de 1989 (32 años)  | 108  | 23    | Al-Sadd S. C.                |
| 11  | DEL  | Osman Bukari          | 13 de diciembre de 1998 (23 años)  | 5    | 1     | Estrella Roja de Belgrado    |
| 12  | POR  | Ibrahim Danlad        | 2 de diciembre de 2002 (19 años)   | 0    | 0     | Asante Kotoko S. C.          |
| 13  | MED  | Daniel Afriyie        | 26 de junio de 2001 (21 años)      | 2    | 0     | Accra Hearts of Oak S. C.    |
| 14  | DEF  | Gideon Mensah         | 18 de julio de 1998 (24 años)      | 10   | 0     | A. J. Auxerre                |
| 15  | DEF  | Joseph Aidoo          | 29 de septiembre de 1995 (27 años) | 11   | 0     | Real Club Celta de Vigo      |
| 16  | POR  | Abdul Manaf Nurudeen  | 8 de febrero de 1999 (23 años)     | 2    | 0     | K. A. S. Eupen               |
| 17  | DEF  | Baba Rahman           | 2 de julio de 1994 (28 años)       | 48   | 1     | Reading F. C.                |
| 18  | DEF  | Daniel Amartey        | 21 de diciembre de 1994 (27 años)  | 44   | 0     | Leicester City F. C.         |
| 19  | DEL  | Iñaki Williams        | 15 de junio de 1994 (28 años)      | 3    | 0     | Athletic Club                |
| 20  | MED  | Mohammed Kudus        | 2 de agosto de 2000 (22 años)      | 16   | 4     | Ajax de Ámsterdam            |
| 21  | MED  | Salis Abdul Samed     | 26 de marzo de 2000 (22 años)      | 1    | 0     | Racing Club de Lens          |
| 22  | MED  | Kamaldeen Sulemana    | 15 de febrero de 2002 (20 años)    | 12   | 0     | Stade Rennes F. C.           |
| 23  | DEF  | Alexander Djiku       | 9 de agosto de 1994 (28 años)      | 18   | 1     | Racing Club de Estrasburgo   |
| 24  | DEL  | Kamal Sowah           | 9 de enero de 2000 (22 años)       | 1    | 0     | Club Brujas                  |
| 25  | MED  | Antoine Semenyo       | 7 de enero de 2000 (22 años)       | 2    | 1     | Bristol City F. C.           |
| 26  | DEF  | Alidu Seidu           | 4 de junio de 2000 (22 años)       | 3    | 0     | Clermont Foot 63             |

## Participación
- Los horarios son correspondientes a la hora local de Catar (UTC+3).

### Partidos
| Fecha           | Lugar     | Instancia      | Local         |                          | Resultado |                    | Visitante |
| --------------- | --------- | -------------- | ------------- | ------------------------ | --------- | ------------------ | --------- |
| 24 de noviembre | Doha      | Fase de grupos | Portugal      | Bandera de Portugal      | 3:2 (0:0) | Bandera de Ghana   | Ghana     |
| 28 de noviembre | Rayán     | Fase de grupos | Corea del Sur | Bandera de Corea del Sur | 2:3 (0:2) | Bandera de Ghana   | Ghana     |
| 2 de diciembre  | Al Wakrah | Fase de grupos | Ghana         | Bandera de Ghana         | 0:2 (0:2) | Bandera de Uruguay | Uruguay   |

### Fase de grupos - Grupo H
| Selección     | Pts | PJ | PG | PE | PP | GF | GC | Dif |
| ------------- | --- | -- | -- | -- | -- | -- | -- | --- |
| Portugal      | 6   | 3  | 2  | 0  | 1  | 6  | 4  | +2  |
| Corea del Sur | 4   | 3  | 1  | 1  | 1  | 4  | 4  | 0   |
| Uruguay       | 4   | 3  | 1  | 1  | 1  | 2  | 2  | 0   |
| Ghana         | 3   | 3  | 1  | 0  | 2  | 5  | 7  | –2  |

|  | Clasificados a los octavos de final. |

#### Portugal vs. Ghana
| 24 de noviembre | Portugal                                    | 3:2 (0:0) | Ghana                      | Estadio 974, Doha                                                                 |                                                                                   |
| 19:00           | - Ronaldo 65' (pen.) - Félix 78' - Leão 80' | Reporte   | - A. Ayew 73' - Bukari 89' | Asistencia: 42 662 espectadores Árbitro(s): Ismail Elfath VAR: Armando Villarreal | Asistencia: 42 662 espectadores Árbitro(s): Ismail Elfath VAR: Armando Villarreal |

| 22         | Guardameta     | Diogo Costa       |     |
| 20         | Defensa        | João Cancelo      |     |
| 4          | Defensa        | Rúben Dias        |     |
| 13         | Defensa        | Danilo Pereira    |     |
| 5          | Defensa        | Raphaël Guerreiro |     |
| 18         | Centrocampista | Rúben Neves       | 77' |
| 8          | Centrocampista | Bruno Fernandes   |     |
| 25         | Centrocampista | Otávio            | 56' |
| 10         | Centrocampista | Bernardo Silva    | 88' |
| 11         | Delantero      | João Félix        | 88' |
| 7          | Delantero      | Cristiano Ronaldo | 88' |
| Entrenador | Entrenador     | Fernando Santos   |     |

| 1          | Guardameta     | Lawrence Ati-Zigi |       |
| 26         | Defensa        | Alidu Seidu       | 66'   |
| 18         | Defensa        | Daniel Amartey    |       |
| 23         | Defensa        | Alexander Djiku   | 90+2' |
| 4          | Defensa        | Mohammed Salisu   |       |
| 17         | Defensa        | Baba Rahman       |       |
| 5          | Centrocampista | Thomas Partey     |       |
| 20         | Centrocampista | Mohammed Kudus    | 77'   |
| 21         | Centrocampista | Salis Abdul Samed | 90+2' |
| 10         | Delantero      | André Ayew        | 77'   |
| 19         | Delantero      | Iñaki Williams    |       |
| Entrenador | Entrenador     | Otto Addo         |       |

| 14 | Centrocampista | William Carvalho | 56' |
| 15 | Delantero      | Rafael Leão      | 77' |
| 6  | Centrocampista | João Palhinha    | 88' |
| 17 | Centrocampista | João Mário       | 88' |
| 26 | Delantero      | Gonçalo Ramos    | 88' |

| 2  | Defensa        | Tariq Lamptey      | 66'   |
| 11 | Delantero      | Osman Bukari       | 77'   |
| 9  | Delantero      | Jordan Ayew        | 77'   |
| 25 | Centrocampista | Antoine Semenyo    | 90+2' |
| 8  | Centrocampista | Daniel-Kofi Kyereh | 90+2' |

| Anotado · Penal | 65' | Cristiano Ronaldo | 1–0 |
| Anotado         | 78' | João Félix        | 2–1 |
| Anotado         | 80' | Rafael Leão       | 3–1 |

| Anotado | 73' | André Ayew   | 1–1 |
| Anotado | 89' | Osman Bukari | 3–2 |

| Amonestado | 90+1' | Danilo Pereira  |
| Amonestado | 90+5' | Bruno Fernandes |

| Amonestado | 45'   | Mohammed Kudus |
| Amonestado | 49'   | André Ayew     |
| Amonestado | 57'   | Alidu Seidu    |
| Amonestado | 90+1' | Iñaki Williams |

| Árbitro             | Ismail Elfath         |
| Árbitros asistentes | Kyle Atkins           |
| Árbitros asistentes | Corey Parker          |
| Cuarto árbitro      | Stéphanie Frappart    |
| Quinto árbitro      | Karen Díaz            |
| VAR                 | Armando Villarreal    |
| Adicionales VAR     | Drew Fischer          |
| Adicionales VAR     | Alessandro Giallatini |
| Adicionales VAR     | Shaun Evans           |
| Adicionales VAR     | Elvis Noupue          |

| 22         | Guardameta     | Diogo Costa       |     |
| 20         | Defensa        | João Cancelo      |     |
| 4          | Defensa        | Rúben Dias        |     |
| 13         | Defensa        | Danilo Pereira    |     |
| 5          | Defensa        | Raphaël Guerreiro |     |
| 18         | Centrocampista | Rúben Neves       | 77' |
| 8          | Centrocampista | Bruno Fernandes   |     |
| 25         | Centrocampista | Otávio            | 56' |
| 10         | Centrocampista | Bernardo Silva    | 88' |
| 11         | Delantero      | João Félix        | 88' |
| 7          | Delantero      | Cristiano Ronaldo | 88' |
| Entrenador | Entrenador     | Fernando Santos   |     |

| 1          | Guardameta     | Lawrence Ati-Zigi |       |
| 26         | Defensa        | Alidu Seidu       | 66'   |
| 18         | Defensa        | Daniel Amartey    |       |
| 23         | Defensa        | Alexander Djiku   | 90+2' |
| 4          | Defensa        | Mohammed Salisu   |       |
| 17         | Defensa        | Baba Rahman       |       |
| 5          | Centrocampista | Thomas Partey     |       |
| 20         | Centrocampista | Mohammed Kudus    | 77'   |
| 21         | Centrocampista | Salis Abdul Samed | 90+2' |
| 10         | Delantero      | André Ayew        | 77'   |
| 19         | Delantero      | Iñaki Williams    |       |
| Entrenador | Entrenador     | Otto Addo         |       |

| 14 | Centrocampista | William Carvalho | 56' |
| 15 | Delantero      | Rafael Leão      | 77' |
| 6  | Centrocampista | João Palhinha    | 88' |
| 17 | Centrocampista | João Mário       | 88' |
| 26 | Delantero      | Gonçalo Ramos    | 88' |

| 2  | Defensa        | Tariq Lamptey      | 66'   |
| 11 | Delantero      | Osman Bukari       | 77'   |
| 9  | Delantero      | Jordan Ayew        | 77'   |
| 25 | Centrocampista | Antoine Semenyo    | 90+2' |
| 8  | Centrocampista | Daniel-Kofi Kyereh | 90+2' |

| Anotado · Penal | 65' | Cristiano Ronaldo | 1–0 |
| Anotado         | 78' | João Félix        | 2–1 |
| Anotado         | 80' | Rafael Leão       | 3–1 |

| Anotado | 73' | André Ayew   | 1–1 |
| Anotado | 89' | Osman Bukari | 3–2 |

| Amonestado | 90+1' | Danilo Pereira  |
| Amonestado | 90+5' | Bruno Fernandes |

| Amonestado | 45'   | Mohammed Kudus |
| Amonestado | 49'   | André Ayew     |
| Amonestado | 57'   | Alidu Seidu    |
| Amonestado | 90+1' | Iñaki Williams |

| Árbitro             | Ismail Elfath         |
| Árbitros asistentes | Kyle Atkins           |
| Árbitros asistentes | Corey Parker          |
| Cuarto árbitro      | Stéphanie Frappart    |
| Quinto árbitro      | Karen Díaz            |
| VAR                 | Armando Villarreal    |
| Adicionales VAR     | Drew Fischer          |
| Adicionales VAR     | Alessandro Giallatini |
| Adicionales VAR     | Shaun Evans           |
| Adicionales VAR     | Elvis Noupue          |

| \| Estadísticas \| \| \| \| Tiros \| 11 \| 9 \| \| Tiros a puerta \| 5 \| 3 \| \| Faltas \| 14 \| 19 \| \| Saques de esquina \| 3 \| 3 \| \| Penaltis \| 1 \| 0 \| \| Fueras de juego \| 1 \| 1 \| \| Posesión de balón \| 62% \| 38% \| | Alineación inicial  |                  |
| Estadísticas | Bandera de Portugal | Bandera de Ghana |
| Tiros | 11                  | 9                |
| Tiros a puerta | 5                   | 3                |
| Faltas | 14                  | 19               |
| Saques de esquina | 3                   | 3                |
| Penaltis | 1                   | 0                |
| Fueras de juego | 1                   | 1                |
| Posesión de balón | 62%                 | 38%              |

#### Corea del Sur vs. Ghana
| 28 de noviembre | Corea del Sur         | 2:3 (0:2) | Ghana                         | Estadio Ciudad de la Educación, Rayán                                              |                                                                                    |
| 16:00           | Cho Gue-sung 58', 61' | Reporte   | - Salisu 24' - Kudus 34', 68' | Asistencia: 43 983 espectadores Árbitro(s): Anthony Taylor VAR: Tomasz Kwiatkowski | Asistencia: 43 983 espectadores Árbitro(s): Anthony Taylor VAR: Tomasz Kwiatkowski |

| 1          | Guardameta     | Kim Seung-gyu   |       |
| 15         | Defensa        | Kim Moon-hwan   |       |
| 4          | Defensa        | Kim Min-jae     | 90+2' |
| 19         | Defensa        | Kim Young-gwon  |       |
| 3          | Defensa        | Kim Jin-su      |       |
| 6          | Centrocampista | Hwang In-beom   |       |
| 5          | Centrocampista | Jung Woo-young  | 79'   |
| 22         | Centrocampista | Kwon Chang-hoon | 57'   |
| 25         | Centrocampista | Jeong Woo-yeong | 46'   |
| 7          | Centrocampista | Son Heung-min   |       |
| 9          | Delantero      | Cho Gue-sung    |       |
| Entrenador | Entrenador     | Paulo Bento     |       |

| 1          | Guardameta     | Lawrence Ati-Zigi |     |
| 2          | Defensa        | Tariq Lamptey     | 79' |
| 18         | Defensa        | Daniel Amartey    |     |
| 4          | Defensa        | Mohammed Salisu   |     |
| 14         | Defensa        | Gideon Mensah     | 88' |
| 5          | Centrocampista | Thomas Partey     |     |
| 21         | Centrocampista | Salis Abdul Samed |     |
| 20         | Centrocampista | Mohammed Kudus    | 83' |
| 10         | Delantero      | André Ayew        | 78' |
| 19         | Delantero      | Iñaki Williams    |     |
| 9          | Delantero      | Jordan Ayew       | 79' |
| Entrenador | Entrenador     | Otto Addo         |     |

| 17 | Centrocampista | Na Sang-ho     | 46'   |
| 18 | Centrocampista | Lee Kang-in    | 57'   |
| 16 | Delantero      | Hwang Ui-jo    | 79'   |
| 20 | Defensa        | Kwon Kyung-won | 90+2' |

| 8  | Centrocampista | Daniel-Kofi Kyereh | 78' |
| 3  | Defensa        | Denis Odoi         | 79' |
| 22 | Centrocampista | Kamaldeen Sulemana | 79' |
| 23 | Defensa        | Alexander Djiku    | 83' |
| 17 | Defensa        | Baba Rahman        | 88' |

| Anotado | 58' | Cho Gue-sung | 1–2 |
| Anotado | 61' | Cho Gue-sung | 2–2 |

| Anotado | 24' | Mohammed Salisu | 1–0 |
| Anotado | 34' | Mohammed Kudus  | 2–0 |
| Anotado | 68' | Mohammed Kudus  | 2–3 |

| Amonestado | 27' | Jung Woo-young |
| Amonestado | 77' | Kim Young-gwon |

| Amonestado | 21' | Daniel Amartey |
| Amonestado | 73' | Tariq Lamptey  |

| Árbitro             | Anthony Taylor                     |
| Árbitros asistentes | Gary Beswick                       |
| Árbitros asistentes | Adam Nunn                          |
| Cuarto árbitro      | Kevin Ortega                       |
| Quinto árbitro      | Michael Orué                       |
| VAR                 | Tomasz Kwiatkowski                 |
| Adicionales VAR     | Alejandro José Hernández Hernández |
| Adicionales VAR     | Kyle Atkins                        |
| Adicionales VAR     | Ricardo de Burgos Bengoetxea       |
| Adicionales VAR     | Corey Parker                       |

| 1          | Guardameta     | Kim Seung-gyu   |       |
| 15         | Defensa        | Kim Moon-hwan   |       |
| 4          | Defensa        | Kim Min-jae     | 90+2' |
| 19         | Defensa        | Kim Young-gwon  |       |
| 3          | Defensa        | Kim Jin-su      |       |
| 6          | Centrocampista | Hwang In-beom   |       |
| 5          | Centrocampista | Jung Woo-young  | 79'   |
| 22         | Centrocampista | Kwon Chang-hoon | 57'   |
| 25         | Centrocampista | Jeong Woo-yeong | 46'   |
| 7          | Centrocampista | Son Heung-min   |       |
| 9          | Delantero      | Cho Gue-sung    |       |
| Entrenador | Entrenador     | Paulo Bento     |       |

| 1          | Guardameta     | Lawrence Ati-Zigi |     |
| 2          | Defensa        | Tariq Lamptey     | 79' |
| 18         | Defensa        | Daniel Amartey    |     |
| 4          | Defensa        | Mohammed Salisu   |     |
| 14         | Defensa        | Gideon Mensah     | 88' |
| 5          | Centrocampista | Thomas Partey     |     |
| 21         | Centrocampista | Salis Abdul Samed |     |
| 20         | Centrocampista | Mohammed Kudus    | 83' |
| 10         | Delantero      | André Ayew        | 78' |
| 19         | Delantero      | Iñaki Williams    |     |
| 9          | Delantero      | Jordan Ayew       | 79' |
| Entrenador | Entrenador     | Otto Addo         |     |

| 17 | Centrocampista | Na Sang-ho     | 46'   |
| 18 | Centrocampista | Lee Kang-in    | 57'   |
| 16 | Delantero      | Hwang Ui-jo    | 79'   |
| 20 | Defensa        | Kwon Kyung-won | 90+2' |

| 8  | Centrocampista | Daniel-Kofi Kyereh | 78' |
| 3  | Defensa        | Denis Odoi         | 79' |
| 22 | Centrocampista | Kamaldeen Sulemana | 79' |
| 23 | Defensa        | Alexander Djiku    | 83' |
| 17 | Defensa        | Baba Rahman        | 88' |

| Anotado | 58' | Cho Gue-sung | 1–2 |
| Anotado | 61' | Cho Gue-sung | 2–2 |

| Anotado | 24' | Mohammed Salisu | 1–0 |
| Anotado | 34' | Mohammed Kudus  | 2–0 |
| Anotado | 68' | Mohammed Kudus  | 2–3 |

| Amonestado | 27' | Jung Woo-young |
| Amonestado | 77' | Kim Young-gwon |

| Amonestado | 21' | Daniel Amartey |
| Amonestado | 73' | Tariq Lamptey  |

| Árbitro             | Anthony Taylor                     |
| Árbitros asistentes | Gary Beswick                       |
| Árbitros asistentes | Adam Nunn                          |
| Cuarto árbitro      | Kevin Ortega                       |
| Quinto árbitro      | Michael Orué                       |
| VAR                 | Tomasz Kwiatkowski                 |
| Adicionales VAR     | Alejandro José Hernández Hernández |
| Adicionales VAR     | Kyle Atkins                        |
| Adicionales VAR     | Ricardo de Burgos Bengoetxea       |
| Adicionales VAR     | Corey Parker                       |

| \| Estadísticas \| \| \| \| Tiros \| 22 \| 7 \| \| Tiros a puerta \| 7 \| 3 \| \| Faltas \| 13 \| 9 \| \| Saques de esquina \| 12 \| 5 \| \| Penaltis \| 0 \| 0 \| \| Fueras de juego \| 1 \| 1 \| \| Posesión de balón \| 64% \| 36% \| | Alineación inicial       |                  |
| Estadísticas | Bandera de Corea del Sur | Bandera de Ghana |
| Tiros | 22                       | 7                |
| Tiros a puerta | 7                        | 3                |
| Faltas | 13                       | 9                |
| Saques de esquina | 12                       | 5                |
| Penaltis | 0                        | 0                |
| Fueras de juego | 1                        | 1                |
| Posesión de balón | 64%                      | 36%              |

#### Ghana vs. Uruguay
| 2 de diciembre | Ghana | 0:2 (0:2) | Uruguay                   | Estadio Al Janoub, Al Wakrah                                                    |                                                                                 |
| 18:00          |       | Reporte   | G. de Arrascaeta 26', 32' | Asistencia: 43 443 espectadores Árbitro(s): Daniel Siebert VAR: Bastian Dankert | Asistencia: 43 443 espectadores Árbitro(s): Daniel Siebert VAR: Bastian Dankert |

| 1          | Guardameta     | Lawrence Ati-Zigi |       |
| 26         | Defensa        | Alidu Seidu       |       |
| 18         | Defensa        | Daniel Amartey    |       |
| 4          | Defensa        | Mohammed Salisu   |       |
| 17         | Defensa        | Baba Rahman       |       |
| 5          | Centrocampista | Thomas Partey     |       |
| 21         | Centrocampista | Salis Abdul Samed | 72'   |
| 20         | Centrocampista | Mohammed Kudus    | 90+8' |
| 10         | Centrocampista | André Ayew        | 46'   |
| 9          | Centrocampista | Jordan Ayew       | 46'   |
| 19         | Delantero      | Iñaki Williams    | 72'   |
| Entrenador | Entrenador     | Otto Addo         |       |

| 23         | Guardameta     | Sergio Rochet          |     |
| 13         | Defensa        | Guillermo Varela       |     |
| 2          | Defensa        | José María Giménez     |     |
| 19         | Defensa        | Sebastián Coates       |     |
| 16         | Defensa        | Mathías Olivera        |     |
| 8          | Centrocampista | Facundo Pellistri      | 66' |
| 15         | Centrocampista | Federico Valverde      |     |
| 6          | Centrocampista | Rodrigo Bentancur      | 34' |
| 10         | Centrocampista | Giorgian de Arrascaeta | 80' |
| 9          | Delantero      | Luis Suárez            | 66' |
| 11         | Delantero      | Darwin Núñez           | 80' |
| Entrenador | Entrenador     | Diego Alonso           |     |

| 22 | Centrocampista | Kamaldeen Sulemana    | 46'   |
| 11 | Delantero      | Osman Bukari          | 46'   |
| 25 | Centrocampista | Antoine Semenyo       | 72'   |
| 8  | Centrocampista | Daniel-Kofi Kyereh    | 72'   |
| 7  | Delantero      | Abdul Fatawu Issahaku | 90+8' |

| 5  | Centrocampista | Matías Vecino      | 34' |
| 7  | Centrocampista | Nicolás de la Cruz | 66' |
| 21 | Delantero      | Edinson Cavani     | 66' |
| 18 | Delantero      | Maxi Gómez         | 80' |
| 24 | Delantero      | Agustín Canobbio   | 80' |

| Anotado | 26' | Giorgian de Arrascaeta | 0–1 |
| Anotado | 32' | Giorgian de Arrascaeta | 0–2 |

| Amonestado | 86'   | Kamaldeen Sulemana |
| Amonestado | 90+9' | Alidu Seidu        |

| Amonestado | 19'    | Darwin Núñez       |
| Amonestado | 60'    | Luis Suárez        |
| Amonestado | 87'    | Sebastián Coates   |
| Amonestado | 90+10' | Edinson Cavani     |
| Amonestado | 90+10' | José María Giménez |

| Árbitro             | Daniel Siebert        |
| Árbitros asistentes | Jan Seidel            |
| Árbitros asistentes | Rafael Foltyn         |
| Cuarto árbitro      | Yoshimi Yamashita     |
| Quinto árbitro      | Vasile Marinescu      |
| VAR                 | Bastian Dankert       |
| Adicionales VAR     | Pol van Boekel        |
| Adicionales VAR     | Ciro Carbone          |
| Adicionales VAR     | Paolo Valeri          |
| Adicionales VAR     | Alessandro Giallatini |

| 1          | Guardameta     | Lawrence Ati-Zigi |       |
| 26         | Defensa        | Alidu Seidu       |       |
| 18         | Defensa        | Daniel Amartey    |       |
| 4          | Defensa        | Mohammed Salisu   |       |
| 17         | Defensa        | Baba Rahman       |       |
| 5          | Centrocampista | Thomas Partey     |       |
| 21         | Centrocampista | Salis Abdul Samed | 72'   |
| 20         | Centrocampista | Mohammed Kudus    | 90+8' |
| 10         | Centrocampista | André Ayew        | 46'   |
| 9          | Centrocampista | Jordan Ayew       | 46'   |
| 19         | Delantero      | Iñaki Williams    | 72'   |
| Entrenador | Entrenador     | Otto Addo         |       |

| 23         | Guardameta     | Sergio Rochet          |     |
| 13         | Defensa        | Guillermo Varela       |     |
| 2          | Defensa        | José María Giménez     |     |
| 19         | Defensa        | Sebastián Coates       |     |
| 16         | Defensa        | Mathías Olivera        |     |
| 8          | Centrocampista | Facundo Pellistri      | 66' |
| 15         | Centrocampista | Federico Valverde      |     |
| 6          | Centrocampista | Rodrigo Bentancur      | 34' |
| 10         | Centrocampista | Giorgian de Arrascaeta | 80' |
| 9          | Delantero      | Luis Suárez            | 66' |
| 11         | Delantero      | Darwin Núñez           | 80' |
| Entrenador | Entrenador     | Diego Alonso           |     |

| 22 | Centrocampista | Kamaldeen Sulemana    | 46'   |
| 11 | Delantero      | Osman Bukari          | 46'   |
| 25 | Centrocampista | Antoine Semenyo       | 72'   |
| 8  | Centrocampista | Daniel-Kofi Kyereh    | 72'   |
| 7  | Delantero      | Abdul Fatawu Issahaku | 90+8' |

| 5  | Centrocampista | Matías Vecino      | 34' |
| 7  | Centrocampista | Nicolás de la Cruz | 66' |
| 21 | Delantero      | Edinson Cavani     | 66' |
| 18 | Delantero      | Maxi Gómez         | 80' |
| 24 | Delantero      | Agustín Canobbio   | 80' |

| Anotado | 26' | Giorgian de Arrascaeta | 0–1 |
| Anotado | 32' | Giorgian de Arrascaeta | 0–2 |

| Amonestado | 86'   | Kamaldeen Sulemana |
| Amonestado | 90+9' | Alidu Seidu        |

| Amonestado | 19'    | Darwin Núñez       |
| Amonestado | 60'    | Luis Suárez        |
| Amonestado | 87'    | Sebastián Coates   |
| Amonestado | 90+10' | Edinson Cavani     |
| Amonestado | 90+10' | José María Giménez |

| Árbitro             | Daniel Siebert        |
| Árbitros asistentes | Jan Seidel            |
| Árbitros asistentes | Rafael Foltyn         |
| Cuarto árbitro      | Yoshimi Yamashita     |
| Quinto árbitro      | Vasile Marinescu      |
| VAR                 | Bastian Dankert       |
| Adicionales VAR     | Pol van Boekel        |
| Adicionales VAR     | Ciro Carbone          |
| Adicionales VAR     | Paolo Valeri          |
| Adicionales VAR     | Alessandro Giallatini |

| \| Estadísticas \| \| \| \| Tiros \| 10 \| 12 \| \| Tiros a puerta \| 4 \| 7 \| \| Faltas \| 18 \| 11 \| \| Saques de esquina \| 5 \| 2 \| \| Penaltis \| 1 \| 0 \| \| Fueras de juego \| 2 \| 2 \| \| Posesión de balón \| 51% \| 49% \| | Alineación inicial |                    |
| Estadísticas | Bandera de Ghana   | Bandera de Uruguay |
| Tiros | 10                 | 12                 |
| Tiros a puerta | 4                  | 7                  |
| Faltas | 18                 | 11                 |
| Saques de esquina | 5                  | 2                  |
| Penaltis | 1                  | 0                  |
| Fueras de juego | 2                  | 2                  |
| Posesión de balón | 51%                | 49%                |

## Estadísticas

### Participación de jugadores
| N.° | Pos        | Jugador              | PJ | Minutos jugados | Goles recibidos | Atajos | Tarjetas amarillas | Doble tarjeta amarilla y roja | Tarjetas rojas |
| --- | ---------- | -------------------- | -- | --------------- | --------------- | ------ | ------------------ | ----------------------------- | -------------- |
| 1   | Guardameta | Lawrence Ati-Zigi    | 3  | 270             | 7               | 12     | 0                  | 0                             | 0              |
| 12  | Guardameta | Ibrahim Danlad       | 0  | 0               | 0               | 0      | 0                  | 0                             | 0              |
| 16  | Guardameta | Abdul Manaf Nurudeen | 0  | 0               | 0               | 0      | 0                  | 0                             | 0              |

| N.° | Pos            | Jugador               | PJ | Minutos jugados | Goles | Asistencias | Tarjetas Amarillas | Doble tarjeta amarilla y roja | Tarjetas rojas |
| --- | -------------- | --------------------- | -- | --------------- | ----- | ----------- | ------------------ | ----------------------------- | -------------- |
| 2   | Defensa        | Tariq Lamptey         | 2  | 102             | 0     | 0           | 1                  | 0                             | 0              |
| 3   | Defensa        | Denis Odoi            | 0  | 0               | 0     | 0           | 0                  | 0                             | 0              |
| 4   | Defensa        | Mohammed Salisu       | 3  | 270             | 1     | 0           | 0                  | 0                             | 0              |
| 5   | Centrocampista | Thomas Partey         | 3  | 270             | 0     | 0           | 0                  | 0                             | 0              |
| 6   | Centrocampista | Elisha Owusu          | 0  | 0               | 0     | 0           | 0                  | 0                             | 0              |
| 7   | Delantero      | Abdul Fatawu Issahaku | 1  | 0               | 0     | 0           | 0                  | 0                             | 0              |
| 8   | Centrocampista | Daniel-Kofi Kyereh    | 3  | 30              | 0     | 0           | 0                  | 0                             | 0              |
| 9   | Delantero      | Jordan Ayew           | 3  | 137             | 0     | 1           | 0                  | 0                             | 0              |
| 10  | Centrocampista | André Ayew            | 3  | 201             | 1     | 0           | 1                  | 0                             | 0              |
| 11  | Delantero      | Osman Bukari          | 2  | 57              | 1     | 0           | 0                  | 0                             | 0              |
| 13  | Centrocampista | Daniel Afriyie        | 0  | 0               | 0     | 0           | 0                  | 0                             | 0              |
| 14  | Defensa        | Gideon Mensah         | 1  | 88              | 0     | 0           | 0                  | 0                             | 0              |
| 15  | Defensa        | Joseph Aidoo          | 0  | 0               | 0     | 0           | 0                  | 0                             | 0              |
| 17  | Defensa        | Baba Rahman           | 3  | 182             | 0     | 1           | 0                  | 0                             | 0              |
| 18  | Defensa        | Daniel Amartey        | 3  | 270             | 0     | 0           | 1                  | 0                             | 0              |
| 19  | Delantero      | Iñaki Williams        | 3  | 252             | 0     | 1           | 1                  | 0                             | 0              |
| 20  | Centrocampista | Mohammed Kudus        | 3  | 250             | 2     | 0           | 1                  | 0                             | 0              |
| 21  | Centrocampista | Salis Abdul Samed     | 3  | 252             | 0     | 0           | 0                  | 0                             | 0              |
| 22  | Centrocampista | Kamaldeen Sulemana    | 2  | 56              | 0     | 0           | 1                  | 0                             | 0              |
| 23  | Defensa        | Alexander Djiku       | 2  | 97              | 0     | 0           | 0                  | 0                             | 0              |
| 24  | Delantero      | Kamal Sowah           | 0  | 0               | 0     | 0           | 0                  | 0                             | 0              |
| 25  | Centrocampista | Antoine Semenyo       | 2  | 18              | 0     | 0           | 0                  | 0                             | 0              |
| 26  | Defensa        | Alidu Seidu           | 2  | 156             | 0     | 0           | 2                  | 0                             | 0              |

### Goleadores
| N.°   | Jugador         | Anotado | PJ | Prom. | Jugada | Cabeza | TL | Penal |
| ----- | --------------- | ------- | -- | ----- | ------ | ------ | -- | ----- |
| 1     | Mohammed Kudus  | 2       | 3  | 0.67  | 1      | 1      | 0  | 0     |
| 2     | Osman Bukari    | 1       | 2  | 0.5   | 1      | 0      | 0  | 0     |
| 3     | André Ayew      | 1       | 3  | 0.33  | 1      | 0      | 0  | 0     |
| 4     | Mohammed Salisu | 1       | 3  | 0.33  | 1      | 0      | 0  | 0     |
| Total | Total           | 5       | 3  | 1.67  | 4      | 1      | 0  | 0     |

### Asistencias
| N.°   | Jugador        | Asistencia | Jugada | Cabeza | TL | SdE |
| ----- | -------------- | ---------- | ------ | ------ | -- | --- |
| 1     | Baba Rahman    | 1          | 1      | 0      | 0  | 0   |
| 2     | Iñaki Williams | 1          | 1      | 0      | 0  | 0   |
| 3     | Jordan Ayew    | 1          | 1      | 0      | 0  | 0   |
| Total | Total          | 3          | 3      | 0      | 0  | 0   |

### Tarjetas disciplinarias
| N.°   | Jugador            | Amonestado | Otorgado · Expulsado | Expulsado | Sanción |
| ----- | ------------------ | ---------- | -------------------- | --------- | ------- |
| 1     | Alidu Seidu        | 2          | 0                    | 0         |         |
| 2     | Mohammed Kudus     | 1          | 0                    | 0         |         |
| 3     | André Ayew         | 1          | 0                    | 0         |         |
| 4     | Iñaki Williams     | 1          | 0                    | 0         |         |
| 5     | Daniel Amartey     | 1          | 0                    | 0         |         |
| 6     | Tariq Lamptey      | 1          | 0                    | 0         |         |
| 7     | Kamaldeen Sulemana | 1          | 0                    | 0         |         |
| Total | Total              | 8          | 0                    | 0         |         |